# María de Ayala
María de Ayala y Sarmiento (m. 1496), fue una dama de la nobleza castellana, condesa de Valencia de don Juan por su matrimonio con Enrique de Acuña. Fue dama de la reina Isabel I de Castilla. 

## Orígenes familiares
Fue hija de Garci López de Ayala Herrera, señor de Ayala y Ampudia (Palencia), mariscal de Castilla y merino mayor de Guipúzcoa, y de  María Sarmiento Manuel, que fue hija a su vez de García Sarmiento, señor de Salvatierra de Miño y Sabroso y de María Manuel. Tuvo cuatro hermanos: Fernando, García, Miguel y el líder de la Casa de Ayala a la muerte de su padre, Pedro de Ayala y Sarmiento, primer conde de Salvatierra de Álava, sucesor en los oficios regios que ostentó su padre, llamado "el Comunero". Además, tuvo otras dos hermanas: Ginesa de Ayala y Sarmiento y Mencía de Ayala y Sarmiento. Por parte de su padre todos ellos descendían del Canciller Pedro López de Ayala, primer señor de Salvatierra y famoso cronista y poeta castellano de los siglos XIV y XV.

## Biografía
Durante su juventud fue doncella de la reina Isabel I de Castilla, circunstancia que la reina agradeció prometiéndole una dote valorada en dos millones de maravedís que, al parecer nunca llegaron a entregarse. María de Ayala contrajo matrimonio con Enrique de Acuña, conde de Valencia de don Juan.
En julio de 1496, aquejada de una grave y prolongada enfermedad, otorgó su testamento y codicilos. En ellos estableció su deseo de ser enterrada en el monasterio de San Juan de Quejana, para lo que concedió una generosa dotación. Ordenó la construcción de una capilla en la iglesia monástica, la actual capilla mayor,  donde se ubicaría su sepulcro y también el de su hermano mayor Fernando, fallecido previamente. Esta capilla, aunque no estuvo totalmente levantada hasta 1572, se convirtió en un espacio de enterramiento para el conjunto del linaje, donde se ordenaron inhumar, su hermana Mencía de Ayala y Sarmiento y también su madre, María Sarmiento Manuel. Asimismo, la profunda espiritualidad de María de Ayala quedó de manifiesto en su interés por promover la reforma observante del monasterio de Quejana.
Durante su convalecencia, las desavenencias provocadas por el impago de su dote provocaron un distanciamiento entre María de Ayala y su esposo, Enrique de Acuña, y las necesidades de la dama fueron suplidas por su madre. La situación entre la pareja conyugal se volvió tan tensa, hasta terminar en un serio conflicto. A consecuencia de ello doña María decidió desheredar a su esposo:

mandava e mandó e declarava e declaró que sy de justiçia non devía cosa alguna al dicho sennor Conde, su marydo, que non se lo diesen, e sy de conçiencia algo le devía e hera en cargo de la satysfazer e pagar, que aquello remityó a la conçiencia del dicho padre fray Pascual, su testamentaryo. 

Asimismo, tras la muerte de María de Ayala se desarrolló un litigio entre la madre de María, María Sarmiento Manuel y Enrique de Acuña en torno a la distribución de la herencia de la condesa.

## Descendencia
No hay referencias documentales sobre la descendencia de su matrimonio con Enrique de Acuña, aunque alguna biografía afirma que tuvieron un hijo, Juan de Acuña, que murió siendo un niño.